# Saint-Thomas-en-Royans
Saint-Thomas-en-Royans ist eine französische Gemeinde mit 582 Einwohnern (Stand 1. Januar 2022) im Département Drôme in der Region Auvergne-Rhône-Alpes (vor 2016 Rhône-Alpes). Sie gehört zum Arrondissement Die (bis 2017 Valence) und zum Kanton Vercors-Monts du Matin.

## Geographie
Saint-Thomas-en-Royans liegt etwa 35 Kilometer nordöstlich von Valence an der Bourne, die die Gemeinde im Norden begrenzt. Das Gemeindegebiet gehört zum Regionalen Naturpark Vercors. Umgeben wird Saint-Thomas-en-Royans von den Nachbargemeinden Saint-Just-de-Claix im Norden, Auberives-en-Royans im Norden und Nordosten, Saint-Laurent-en-Royans im Osten und Südosten, Saint-Jean-en-Royans im Süden sowie La Motte-Fanjas im Westen.

## Bevölkerungsentwicklung
| Jahr                       | 1962 | 1968 | 1975 | 1982 | 1990 | 1999 | 2006 | 2013 | 2019 |
| -------------------------- | ---- | ---- | ---- | ---- | ---- | ---- | ---- | ---- | ---- |
| Einwohner                  | 186  | 216  | 230  | 328  | 440  | 476  | 502  | 576  | 608  |
| Quellen: Cassini und INSEE |      |      |      |      |      |      |      |      |      |

## Sehenswürdigkeiten
- Kirche Saint-Thomas aus dem 12. Jahrhundert
- gallorömisches Grab
- Schloss von La Chartronnière